# Estàndard de facto

Icona convertida en estàndard de facto, que assenyala la presència d'un canal de sindicació.

Un estàndard de facto és aquella norma (o patró) que es caracteritza per no haver estat consensuada ni legitimada per un organisme d'estandardització a aquest efecte. És a dir, es tracta d'una norma generalment acceptada i àmpliament utilitzada per iniciativa pròpia (o popular) d'un gran nombre d'interessats.
Els estàndards de facto són l'antítesi dels estàndards de iure. No obstant això, alguns estàndards de facto acaben derivant en estàndards de iure. També existeixen estàndards de iure que, per la seva àmplia acceptació, poden considerar-se estàndards de facto.
En moltes ocasions els estàndards de facto s'imposen als estàndards de iure que tenen la mateixa finalitat. Això és degut a diversos motius:
- Els estàndards de iure es basen en una estructura burocràtica lenta i que reacciona amb dificultat als canvis del mercat.
- Per accedir a un estàndard de iure publicat és necessari desemborsar una quantitat considerable de diners. Això és un problema per a petites i mitjanes empreses que pretenen desenvolupar productes.
- Els estàndards de iure solen derivar en un simple acord de compromís per tal de frenar la bel·ligerància d'alguns fabricants en forta competència. De manera que no resolen la necessitat real que demanda el mercat.

Els estàndards de facto tenen una especial importància en l'àmbit de les innovacions tecnològiques i de la informàtica.

## Orígens dels estàndards de facto
Els estàndards de facto solen tenir el seu origen en l'àmplia acceptació al mercat d'un determinat producte comercial. Es genera quan un fabricant introdueix una innovació que fa impensable (per als seus consumidors) l'existència del producte sense aquesta innovació. De manera que aquesta és imitada per absolutament tots els fabricants del mercat. Per tant, un estàndard de facto requereix una àmplia acceptació per tots els consumidors i un rebuig cap a productes que no incorporen aquest estàndard.
Un altre possible origen dels estàndards de facto són els acords d'indústria, quan un consorci o agrupació de fabricants decideixen posar-se d'acord per incorporar característiques comunes i consensuades als seus productes. Aquests acords solen ser beneficiosos per al consumidor, ja que faciliten la interoperabilitat i la substitució d'un producte per un altre. Això deriva en la mateixa situació d'àmplia acceptació del cas anterior.

## Exemples
- El format de cinta de vídeo VHS. Encara que existien formats tècnicament superiors, aquest va resultar ser el generalment acceptat.
- Els protocols TCP/IP que han donat origen a Internet.
- Les interfícies MIDI dels instruments musicals electrònics.
- Les tecles i la disposició dels nombres en els teclats del telèfon.
- El significat de les icones que es troben en hotels i aeroports.
- Les xarxes d'àrea local IEEE 802.3. Exemple d'estàndard de facto convertit en estàndard de iure. (En realitat l'estàndard de facto ha estat les xarxes Ethernet).
- El format de teclat QWERTY, que no respon a cap configuració lògica o natural sinó a requisits tècnics de les antigues màquines d'escriure.
- El format de sindicació RSS, que s'utilitza en blogs i portals de notícies.
- El Factor de forma d'ordinador
- El Syslog